# Свяцкий, Владимир Николаевич
Владимир Николаевич Свяцкий (1865—?) — русский военный деятель, генерал-лейтенант (1917). Герой Первой мировой войны.

## Биография
В 1883 году получил образование во Втором кадетском корпусе и вступил в службу. В 1885 году после окончания Константиновского военного училища произведён в подпоручики и выпущен в 6-ю артиллерийскую бригаду. В 1888 году произведён  в поручики. 
В 1891 году  после окончания Николаевской академии Генерального штаба по I разряду произведён в штабс-капитаны, старший адъютант штаба 14-й кавалерийской дивизии. С 1892 года обер-офицер для особых поручений, с 1894 года старший адъютант штаба 14-го армейского корпуса. Капитан (старшинство с 28.03.1893). С 24 октября 1894 по 16 января 1896 года отбывал цензовое командование ротой в лейб-гвардии Измайловском полку. С 1897 года обер-офицер для поручений при штабе Варшавского военного округа. Подполковник (ст. 05.04.1898). С 1898 года начальник строевого отдела штаба Новогеоргиевской крепости. 
С 1899 года прикомандирован к Главному штабу Русской императорской армии. В 1902 году «за отличие» произведён в полковники. С 20 марта 1904 года начальник штаба Кронштадтской крепости. С 1 мая по 1 сентября 1904 года  отбывал цензовое командование батальоном во 2-м Кронштадтском крепостном пехотном батальоне. С 1906 года командир 50-го Белостокского пехотного полка. С 1909 года состоял в распоряжении военного министра В. А. Сухомлинова. С 1911 года командир 23-го Низовского пехотного полка. 
В 1912 году произведён в генерал-майоры с назначением командиром 2-й бригады 44-й пехотной дивизии. С 1914 года участник Первой мировой войны, во главе своей бригады.  19 мая 1915 года «за храбрость» награждён орденом Святого Георгия 4-й степени.   С 1915 года состоял в резерве чинов при штабе Петроградского военного округа, в 1917 году произведён в генерал-лейтенанты. 
В 1918 году добровольно вступил в РККА.

## Награды
- Орден Святого Станислава 3-й степени (1895)
- Орден Святой Анны 3-й степени (1901)
- Орден Святого Станислава 2-й степени (1905)
- Орден Святого Владимира 4-й степени (1906)
- Орден Святого Владимира 3-й степени (ВП 06.12.1910)
- Орден Святого Станислава 1-й степени (ВП 29.12.1913)
- Орден Святого Георгия 4-й степени (ВП 19.05.1915)
- Орден Святой Анны 1-й степени с мечами (ВП 12.06.1915)
- Орден Святого Владимира 2-й степени с мечами (ВП 06.12.1915)